# Calcarovula
Calcarovula is een geslacht van weekdieren uit de klasse van de Gastropoda (slakken).

## Soorten
- Calcarovula arthritica Lorenz & Fehse, 2009
- Calcarovula gracillima (E. A. Smith, 1901)
- Calcarovula ildiko Lorenz, 2006
- Calcarovula longirostrata (Sowerby I, 1828)
- Calcarovula mikado (Kurohara & Habe, 1991)
- Calcarovula piragua (Dall, 1889)